# アクサライ宮殿

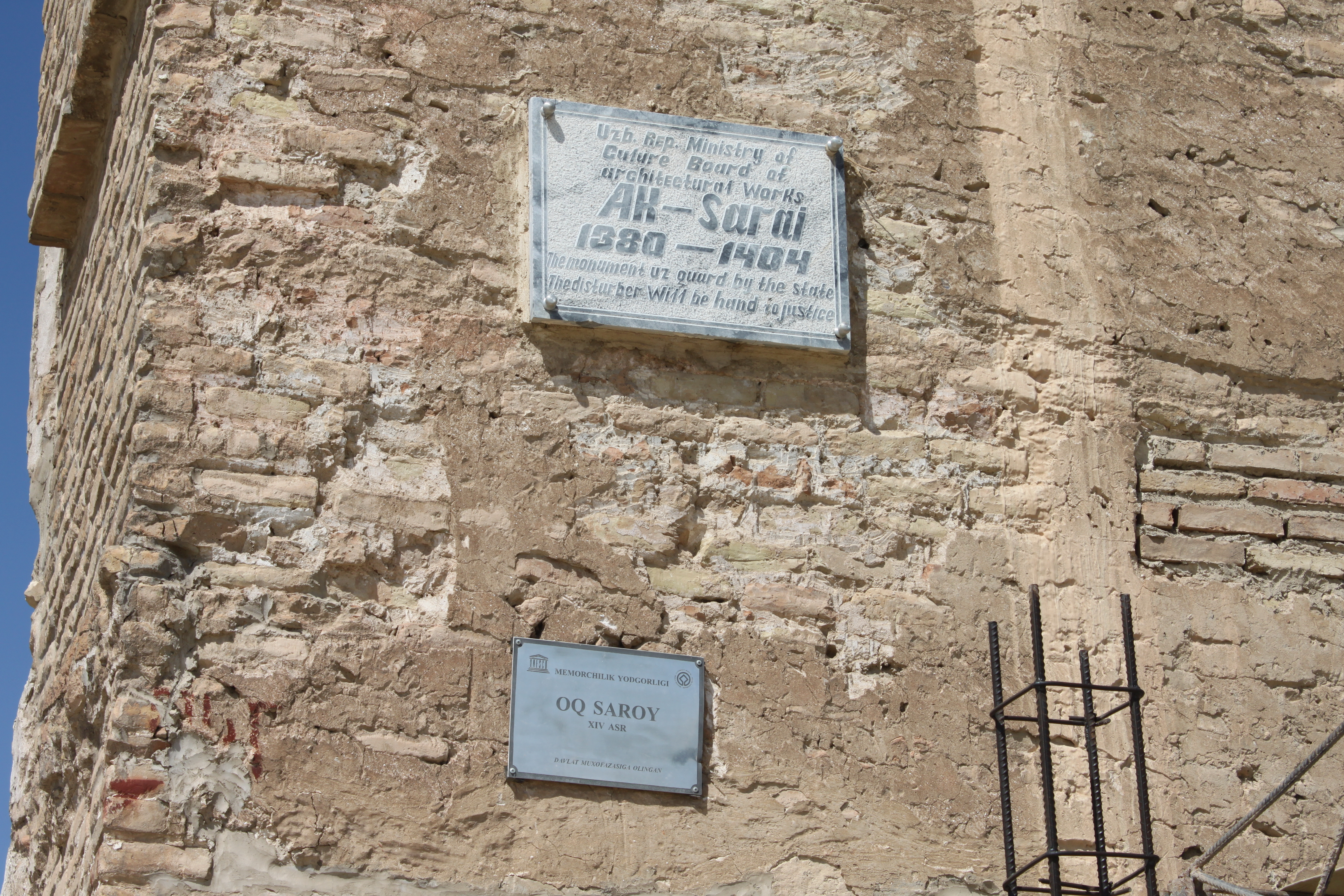
塔に取り付けられた案内板

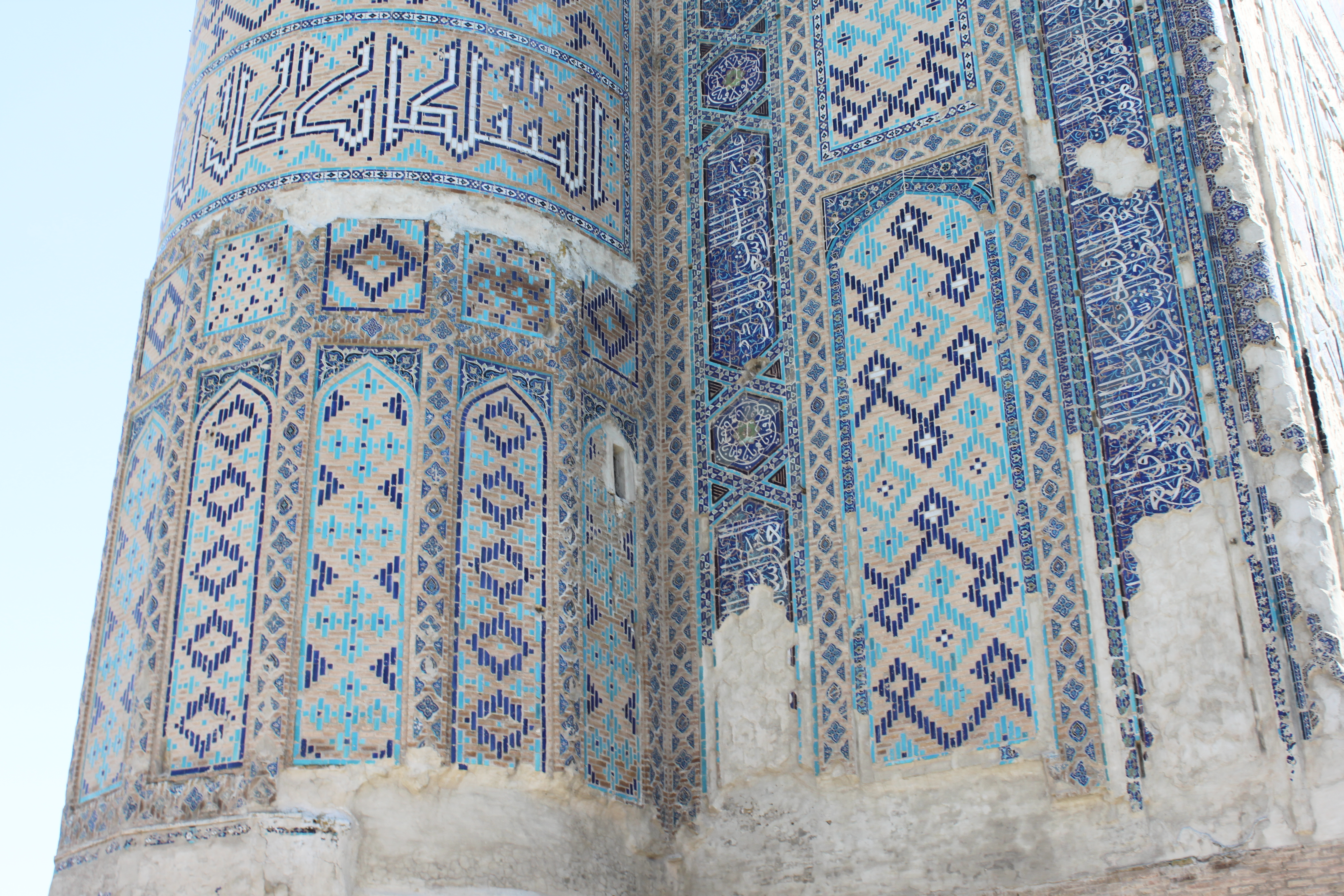
塔の装飾部分

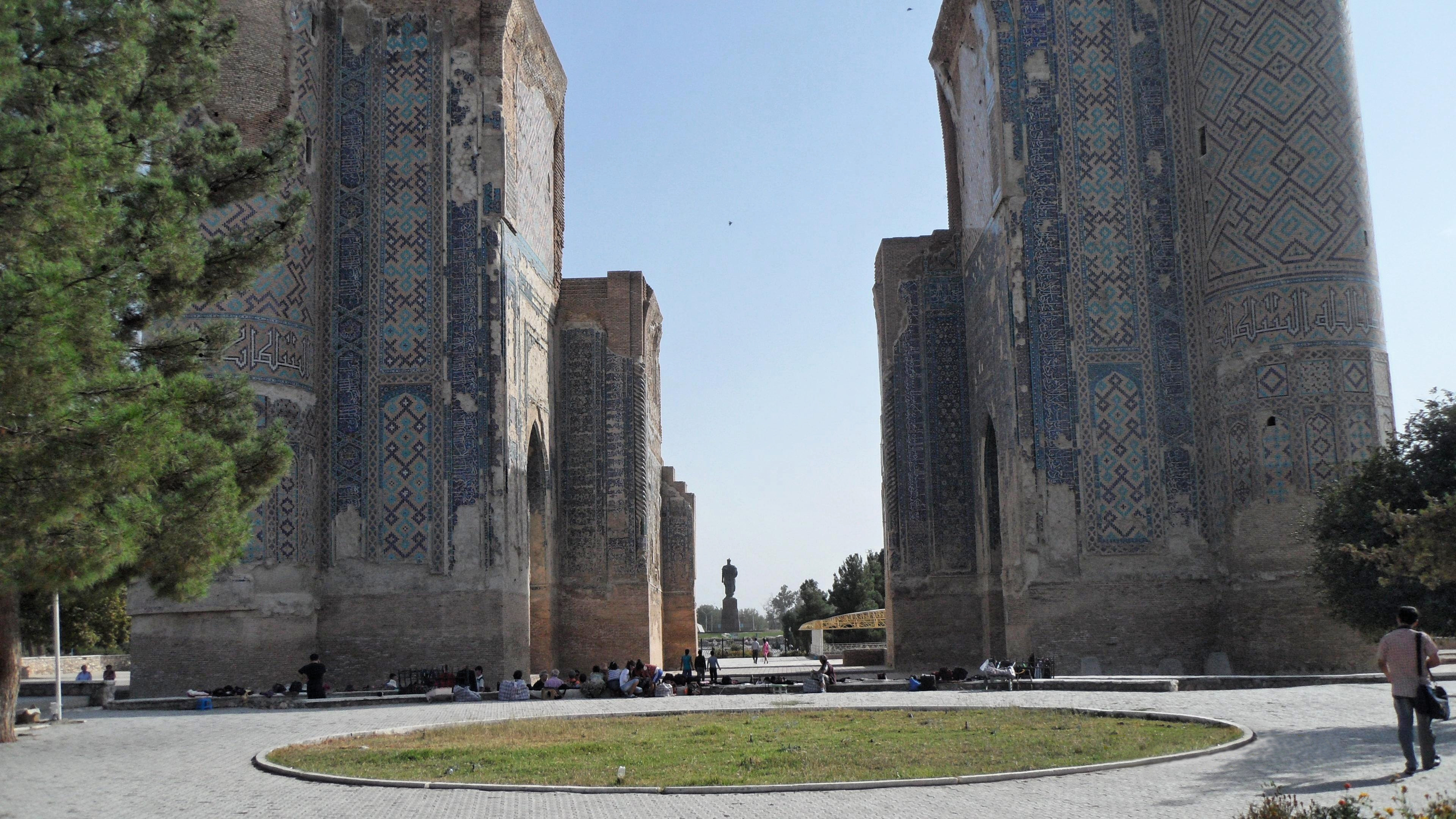
塔の全体像 (奥に見えるのはティムール像)

アクサライ宮殿 (アクサライきゅうでん、ウズベク語: Oq-Saroy saroyi、英語: Aqsaray Palace, Ak Sarai palace、白い宮殿を意味する) は、ウズベキスタン・シャフリサブスにある、ティムール朝時代にティムールが夏季に居住していた宮殿である。

## 歴史
アクサライ宮殿はかつてのティムール朝の宮殿として知られている。ティムールがサマルカンドを首都とした後、ククサライ (Kuksaray) やブスタンサライ (Buston-saray) が建設された。しかし、ティムールがこれらサマルカンドの宮殿に滞在することは滅多になく、むしろサマルカンド以外の都市に建設された宮殿に滞在することを好んだ。ティムールは自身の故郷であるケシュ (シャフリサブス) により大きな宮殿を建設することを望んでいた。アクサライ宮殿の建設はマー・ワラー・アンナフルを制圧し実権を握った1380年に始まった。
アクサライ宮殿は24年かけて建設されたが、この時点でティムールは死の直前であった。宮殿は生活空間と公共の広場などを含む複数の中庭から成り立っている。部屋には金の装飾が施され、宮殿の入口は色鮮やかなタイルで彩られている。また、中庭は白い石版で舗装されている。
宮殿の大きな特徴として、絵のように美しい、滝を使用した池がある。池に使用されている水はタフタカラチャ峠 (Takhtakaracha Pass) を通って引き込んだものであった。約300年前に破壊されたアクサライ宮殿の門は当時中央アジア最大であった。残存しているアクサライ宮殿の建築物は2つの塔のみとなっている。
宮殿の敷地面積は大きく、各々の中庭の大きさは縦が120-125m、横が240-250mとなっている。残存している建築物の大きさから、建設当時の宮殿の高さは約70mと推定されている。
1404年8月、スペインからティムール朝への使節団として派遣されたルイ・ゴンザレス・デ・クラビホはアクサライ宮殿の様子を以下のように記している。
ウズベキスタンが独立を果たした年、宮殿の残存部分に関して修復作業が行われた。アクサライ宮殿はシャフリサブスにあるティムール朝時代の他の建築物とともに、UNESCOの世界遺産に登録されている。